# Maccagno
Maccagno is een plaats en voormalige gemeente in de Italiaanse provincie Varese (regio Lombardije) en telt 2028 inwoners (31-12-2004). De oppervlakte bedraagt 17,0 km², de bevolkingsdichtheid is 125 inwoners per km².

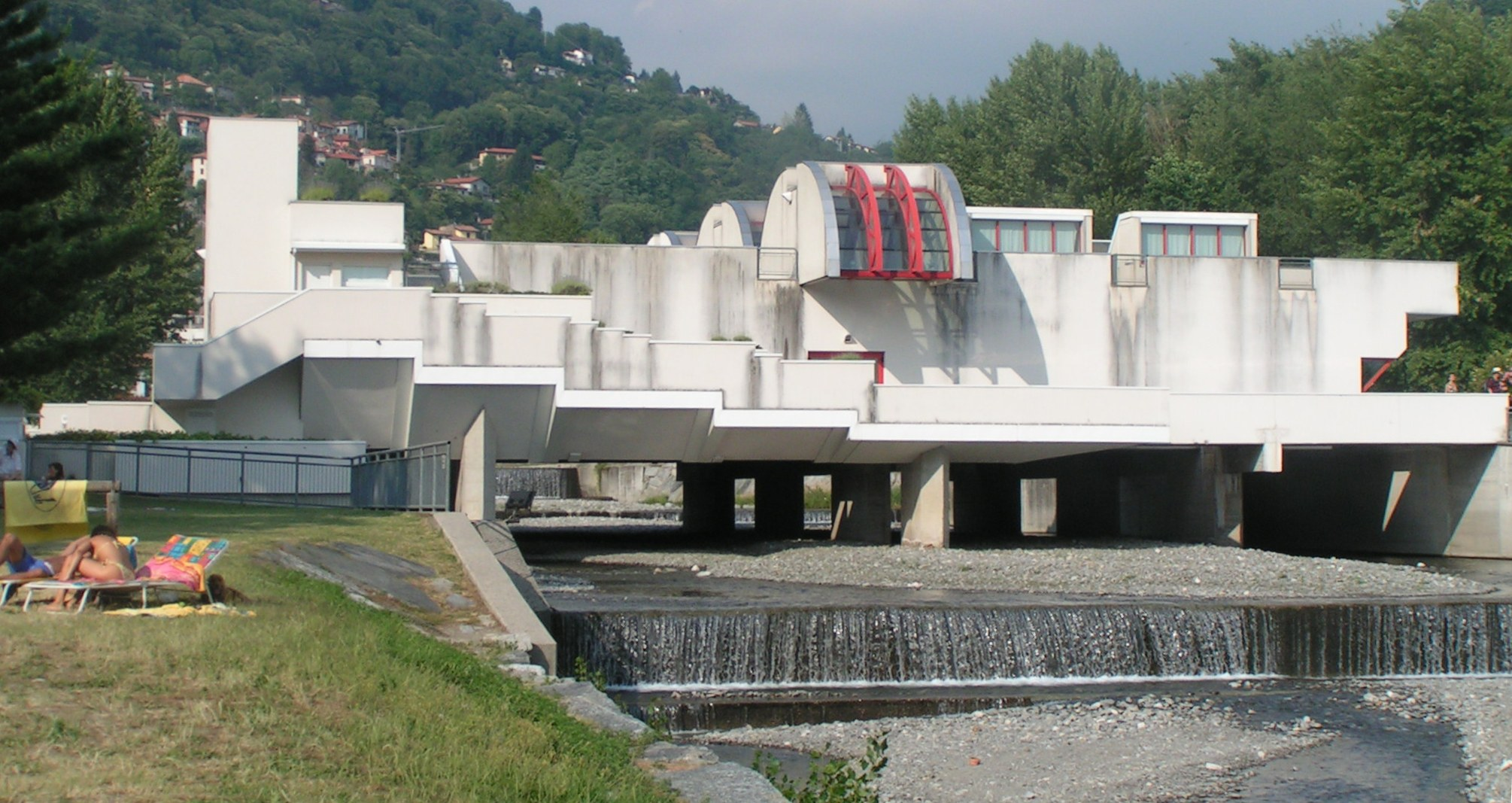
Kunstmuseum
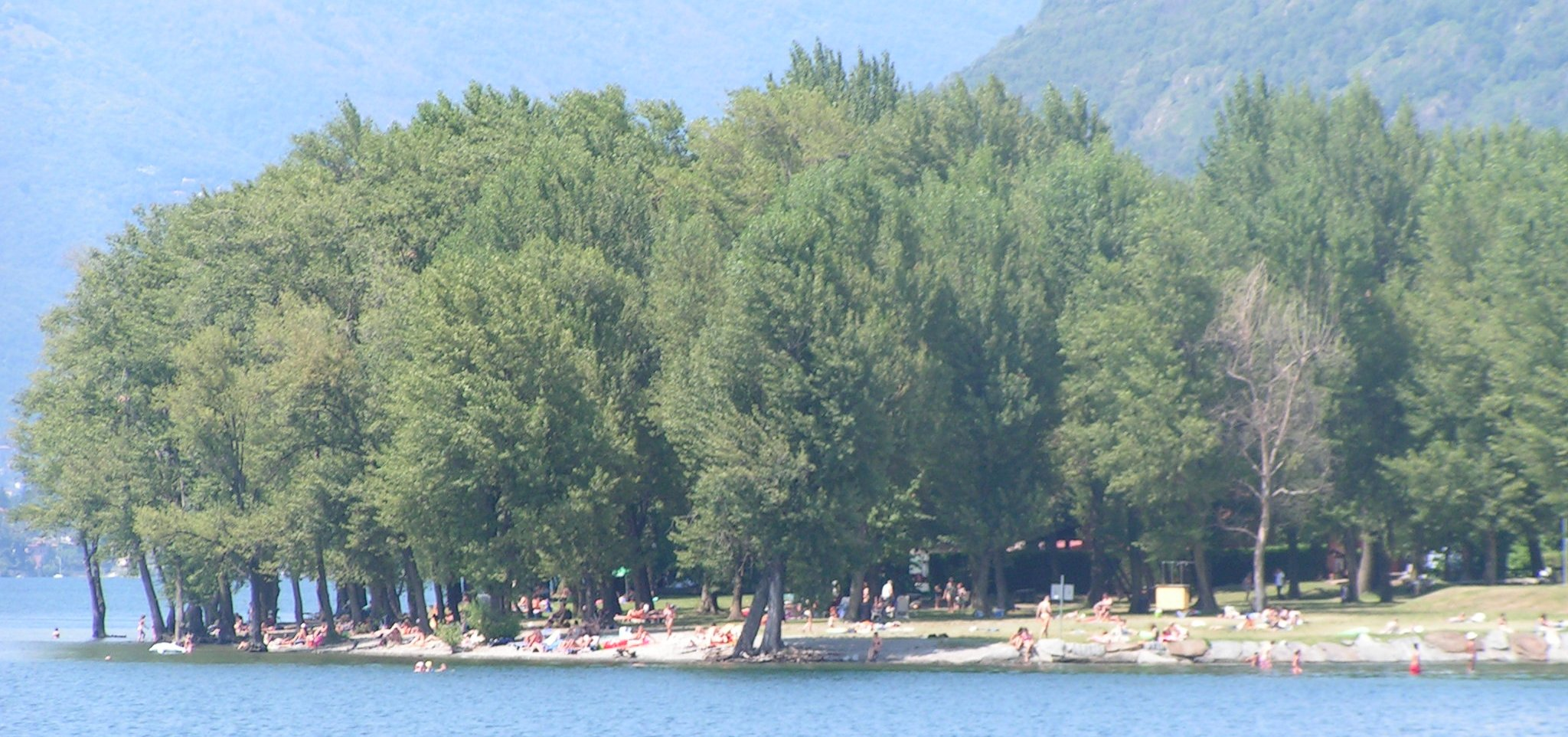
Strand

## Demografie
Maccagno telt ongeveer 927 huishoudens. Het aantal inwoners daalde in de periode 1991-2001 met 12,4% volgens cijfers uit de tienjaarlijkse volkstellingen van ISTAT.
| Jaar | Inwoneraantal |
| ---- | ------------- |
| 1991 | 2288          |
| 2001 | 2004          |

## Geografie
De gemeente ligt op ongeveer 210 m boven zeeniveau.
Maccagno grenst aan de volgende gemeenten: Agra, Cannobio (VB), Dumenza, Luino, Pino sulla Sponda del Lago Maggiore, Tronzano Lago Maggiore, Veddasca.